# Лейк-Сіті (Техас)
Лейк-Сіті (англ. Lake City) — місто (англ. town) в США, в окрузі Сан-Патрисіо штату Техас. Населення — 447 осіб (2020).

## Географія
Лейк-Сіті розташований за координатами 28°4′59″ пн. ш. 97°52′57″ зх. д. / 28.08306° пн. ш. 97.88250° зх. д. (28.083102, -97.882611).  За даними Бюро перепису населення США в 2010 році місто мало площу 1,95 км², з яких 1,89 км² — суходіл та 0,07 км² — водойми.

## Демографія
Згідно з переписом 2010 року, у місті мешкало 509 осіб у 219 домогосподарствах у складі 143 родин. Густота населення становила 261 особа/км².  Було 363 помешкання (186/км²).
Расовий склад населення:
| - 92,5 % — білих - 0,6 % — корінних американців - 0,2 % — чорних або афроамериканців - 4,5 % — осіб інших рас |

До двох чи більше рас належало 2,2 %. Частка іспаномовних становила 36,0 % від усіх жителів.
За віковим діапазоном населення розподілялося таким чином: 19,3 % — особи молодші 18 років, 54,2 % — особи у віці 18—64 років, 26,5 % — особи у віці 65 років та старші. Медіана віку мешканця становила 50,4 року. На 100 осіб жіночої статі у місті припадало 99,6 чоловіків;  на 100 жінок у віці від 18 років та старших — 93,0 чоловіків також старших 18 років.
Середній дохід на одне домашнє господарство  становив 49 071 долар США (медіана — 42 500), а середній дохід на одну сім'ю — 51 900 доларів (медіана — 44 000). Медіана доходів становила 44 821 долар для чоловіків та 24 375 доларів для жінок. За межею бідності перебувало 21,7 % осіб, у тому числі 29,3 % дітей у віці до 18 років та 4,9 % осіб у віці 65 років та старших.
Цивільне працевлаштоване населення становило 191 особа. Основні галузі зайнятості: сільське господарство, лісництво, риболовля — 17,3 %, роздрібна торгівля — 14,7 %, виробництво — 14,1 %.